# Ново-Георгиевское (Вологодская область)
Ново-Георгиевское (Новогеоргиевское) — село (деревня) в Кичменгско-Городецком районе Вологодской области.
Входит в состав Кичменгского сельского поселения (с 1 января 2006 года по 1 апреля 2013 года входило в Куриловское сельское поселение), с точки зрения административно-территориального деления — в Куриловский сельсовет.
Расстояние до районного центра Кичменгского Городка по автодороге составляет 30,3 км.
Население по данным переписи 2002 года — 10 человек.